# Festival di Sanremo 1990
Il quarantesimo Festival di Sanremo si svolse al Palafiori di Sanremo dal 28 febbraio al 3 marzo 1990 con la conduzione di Johnny Dorelli e Gabriella Carlucci, quest'ultima alla sua seconda conduzione dopo l'edizione del 1988.
L'edizione segnò una vera svolta per il Festival: fece ritorno l'orchestra (assente da dieci anni) e si tentò la formula dei cantanti stranieri abbinati a quelli italiani, che ebbe successo negli anni sessanta. Tali artisti si esibivano, tuttavia, fuori gara e pochi di essi pubblicarono la propria versione in un loro album, tantomeno come singolo.
Per stemperare l'ansia di tale novità, la Rai, nel mese precedente alla messa in onda della kermesse, trasmise Il caso Sanremo, una sorta di farsesco "processo" al Festival, condotto da Renzo Arbore in qualità di presidente della corte, Lino Banfi nelle vesti di avvocato difensore e Michele Mirabella in quelle della pubblica accusa.
A causa delle modifiche non più procrastinabili che dovevano essere effettuate per il restauro e l'ampliamento del Teatro Ariston — e anche per accelerare i lavori che avrebbero consentito l'apertura del nuovo mercato dei fiori sito a Bussana, una frazione di Sanremo (all'inizio della Valle Armea) —, l'amministrazione comunale decise di spostare la manifestazione nella megastruttura per l'occasione chiamata Palafiori. Tale capannone, trasformato in teatro, riusciva ad ospitare fino a cinquemila persone compresa l'orchestra. 
In quell'occasione l'Ariston, a capienza ridotta per le motivazioni citate sopra, ospitò comunque due altre manifestazioni legate alla principale kermesse canora: una dedicata ad ospiti internazionali dal titolo Sanremo International, l'altra dal titolo Sanremo Libertà per l'esibizione di artisti provenienti dall'Est Europa.
In questo festival esordirono Rosalinda Celentano, terzogenita di Adriano e Claudia Mori, e Silvia Mezzanotte, divenuta dieci anni dopo la voce dei Matia Bazar.
L'edizione fu vinta dai Pooh con il brano Uomini soli per la sezione Campioni e da Marco Masini con il brano Disperato per la sezione Novità, sebbene l'artista toscano fu costretto a modificare alcune parole della canzone (diverse infatti nella versione incisa); grande successo di vendite fu riscontrato anche dalla canzone terza classificata tra i Big, Vattene amore, cantata in coppia da Amedeo Minghi e Mietta e divenuta in breve tempo un vero e proprio tormentone.
Mia Martini si aggiudicò per il secondo anno consecutivo il Premio della critica, con la canzone La nevicata del '56 scritta per lei da Carla Vistarini, Luigi Lopez, Fabio Massimo Cantini e Franco Califano.
L'interpretazione di Ray Charles, abbinato a Toto Cutugno, fu accolta da cinque minuti di applausi. Cutugno rivelò anni dopo di aver rischiato la squalifica insieme al cantante statunitense, il quale diede infatti un'interpretazione del brano basata sul provino originale de Gli amori che Cutugno gli aveva spedito e che aveva successivamente modificato in quattro battute. In effetti, Good Love Gone Bad – questo il titolo della versione in lingua inglese che Charles peraltro non incise mai in studio – sembra discostarsi non poco dalla versione italiana.
Con il 76,26% di share è la seconda finale più vista di sempre (seconda solo a quella del 1987 che registrò il 77,50%), seguita dalle edizioni del 1989 (75,43%) e 1995 (75,26%).

## Partecipanti

### Sezione Campioni
| Interprete                      | Ultime partecipazioni al Festival |
| ------------------------------- | --------------------------------- |
| Amedeo Minghi e Mietta          | 1983 e 1989 (tra i Nuovi)         |
| Anna Oxa                        | 1989                              |
| Caterina Caselli                | 1971                              |
| Christian                       | 1987                              |
| Eugenio Bennato e Tony Esposito | Esordiente e 1987                 |
| Francesco Salvi                 | 1989                              |
| Grazia Di Michele               | Esordiente                        |
| Lena Biolcati                   | 1987                              |
| Mango                           | 1987                              |
| Marcella e Gianni Bella         | 1988 e 1981                       |
| Mia Martini                     | 1989                              |
| Milva                           | 1974                              |
| Mino Reitano                    | 1988                              |
| Paola Turci                     | 1989 (tra gli Emergenti)          |
| Peppino di Capri                | 1989                              |
| Pooh                            | Esordienti                        |
| Riccardo Fogli                  | 1989                              |
| Ricchi e Poveri                 | 1989                              |
| Sandro Giacobbe                 | 1983                              |
| Toto Cutugno                    | 1989                              |

### Sezione Novità

L'esordiente Marco Masini (secondo da sinistra) premiato come vincitore della sezione Novità con Disperato

| Interprete                      | Ultime partecipazioni al Festival |
| ------------------------------- | --------------------------------- |
| Armando De Razza                | Esordiente                        |
| Beppe De Francia e Bea Giannini | Esordienti                        |
| Dario Gay                       | Esordiente                        |
| Elite                           | 1989                              |
| Franco Fasano                   | 1989                              |
| Future                          | 1988                              |
| Gianluca Guidi                  | 1989                              |
| Lijao                           | 1988                              |
| Lipstick                        | Esordienti                        |
| Marco Masini                    | Esordiente                        |
| Maurizio Della Rosa             | Esordiente                        |
| Proxima                         | Esordienti                        |
| Rosalinda Celentano             | Esordiente                        |
| Rosè Crisci                     | Esordiente                        |
| Sergio Laccone                  | Esordiente                        |
| Silvia Mezzanotte               | Esordiente                        |

## Classifica, canzoni e cantanti

### Sezione Campioni
| Posizione | Interprete                      | Canzone                           | Autori                                             |
| --------- | ------------------------------- | --------------------------------- | -------------------------------------------------- |
| 1º        | Pooh                            | Uomini soli                       | V. Negrini e C. Facchinetti                        |
| 2º        | Toto Cutugno                    | Gli amori                         | F. Berlincioni, S. Cutugno e S. De Pasquale        |
| 3º        | Amedeo Minghi e Mietta          | Vattene amore                     | A. Minghi                                          |
| 4°        | Anna Oxa                        | Donna con te                      | D. Amerio e L. Boero                               |
| 5°        | Marcella e Gianni Bella         | Verso l'ignoto                    | D. Di Gregorio, G. Bella e R. Di Bella             |
| 6°        | Mia Martini                     | La nevicata del '56               | C. Vistarini, F. Califano, M. Cantini e L. Lopez   |
| 7°        | Mango                           | Tu... sì                          | A. Mango e G. Mango                                |
| 8°        | Francesco Salvi                 | A                                 | F. Salvi, M. Natale, R. Turatti e S. Melloni       |
| 9°        | Caterina Caselli                | Bisognerebbe non pensare che a te | G. Morra e M. Fabrizio                             |
| 10°       | Riccardo Fogli                  | Ma quale amore                    | A. De Angelis, B. Incarnato e L. Lopez             |
| 11°       | Sandro Giacobbe                 | Io vorrei                         | S. Cutugno e S. Giacobbe                           |
| 12°       | Paola Turci                     | Ringrazio Dio                     | A. Rizzo, Rambow e R. Silvestro                    |
| 13°       | Milva                           | Sono felice                       | R. Cellamare e B. Antonacci                        |
| 14°       | Grazia Di Michele               | Io e mio padre                    | G. Di Michele                                      |
| 15°       | Peppino di Capri                | Evviva Maria                      | G. Faiella e S. De Pasquale                        |
| 16°       | Eugenio Bennato e Tony Esposito | Novecento Aufwiedersehen          | E. Bennato, A. Esposito e C. D'Angiò               |
| 17°       | Ricchi e Poveri                 | Buona giornata                    | S. De Pasquale, M. Paoluzzi e V. Cosma             |
| 18°       | Lena Biolcati                   | Amori                             | L. Biolcati e Robymiro                             |
| 19°       | Mino Reitano                    | Vorrei                            | C. Malgioglio, P. Vernola, F. Reitano e B. Reitano |
| 20°       | Christian                       | Amore                             | F. Berlincioni, G. Rossi, S. Amato e F. Morgia     |

Durante la manifestazione furono resi noti solo i primi tre classificati. La classifica completa fu fornita alla stampa qualche giorno dopo.

### Sezione Novità
| Posizione | Interprete                      | Canzone                     | Autori                                            |
| --------- | ------------------------------- | --------------------------- | ------------------------------------------------- |
| 1º        | Marco Masini                    | Disperato                   | M. Masini, G. Bigazzi e G. Dati                   |
| 2º        | Franco Fasano                   | Vieni a stare qui           | F. Berlincioni, A. Cogliati, I. Ianne e G. Fasano |
| 3º        | Gianluca Guidi                  | Secondo te                  | G. Calabrese e A. Martelli                        |
| F         | Armando De Razza                | La lambada strofinera       | R. Arbore e A. De Razza                           |
| F         | Rosalinda Celentano             | L'età dell'oro              | M. Fabrizio e A. Maggio                           |
| F         | Dario Gay                       | Noi che non diciamo mai mai | D. Gay                                            |
| F         | Silvia Mezzanotte               | Sarai grande                | A. Alessi e L. Pirrone                            |
| F         | Future                          | Ti dirò                     | R. Bolognesi, A. Gentile, R. Bais e D. Spurio     |
| F         | Beppe De Francia e Bea Giannini | Una storia da raccontare    | E. Palumbo e Politanò                             |
| F         | Lijao                           | Un cielo che si muove       | A. Cogliati, L. Visentin e P. Cassano             |
| NF        | Lipstick                        | Che donne saremo            | V. Negrini e M. Tansini                           |
| NF        | Rosè Crisci                     | Favolando                   | E. Gragnaniello                                   |
| NF        | Elite                           | Malinconia d'ottobre        | O. Avogadro, G. P. Compagnoni e M. Bettalico      |
| NF        | Proxima                         | Oh dolce amor!              | S. Martinelli e A. Majocchi                       |
| NF        | Maurizio Della Rosa             | Per curiosità               | M. Nazzaro e M. Luberti                           |
| NF        | Sergio Laccone                  | Sbandamenti                 | S. Laccone                                        |

## Altri premi
- Premio della Critica sezione Campioni: Mia Martini con La nevicata del '56
- Premio della Critica sezione Novità: Marco Masini con Disperato

## Regolamento
Una interpretazione per brano: 1 italiano + 1 straniero ("fuori gara").
- Prima serata: 10 Campioni tutti in finale + 8 Novità (5 in finale).
- Seconda serata: 10 Campioni tutti in finale + 8 Novità (5 in finale).
- Terza serata: i 20 interpreti stranieri dei 20 Campioni + le 10 Novità qualificate (proclamazione vincitore).
- Quarta serata: 20 Campioni (con i 20 stranieri).

### Serata finale
| Ordine di uscita | Artista                         | Brano                                                |
| ---------------- | ------------------------------- | ---------------------------------------------------- |
| 1                | Pooh                            | Uomini soli                                          |
| 2                | Toto Cutugno                    | Gli amori                                            |
| 3                | Amedeo Minghi e Mietta          | Vattene amore                                        |
| 4                | Anna Oxa                        | Donna con te                                         |
| 5                | Dee Dee Bridgewater             | Angel of the night                                   |
| 6                | Ray Charles                     | Good love gone bad                                   |
| 7                | Nikka Costa                     | All for the love                                     |
| 8                | Kaoma                           | Donna con te                                         |
| 9                | Marcella e Gianni Bella         | Verso l'ignoto                                       |
| 10               | Mia Martini                     | La nevicata del '56                                  |
| 11               | Mango                           | Tu...sì                                              |
| 12               | Francesco Salvi                 | A                                                    |
| 13               | La Toya Jackson                 | You and me                                           |
| 14               | Manuel Mijares                  | La nevada                                            |
| 15               | Leo Sayer                       | The moth and the flame                               |
| 16               | Papa Winnie                     | A                                                    |
| 17               | Caterina Caselli                | Bisognerebbe non pensare che a te                    |
| 18               | Riccardo Fogli                  | Ma quale amore                                       |
| 19               | Sandro Giacobbe                 | Io vorrei                                            |
| 20               | Paola Turci                     | Ringrazio Dio                                        |
| 21               | Miriam Makeba                   | Give me a reason                                     |
| 22               | Sarah Jane Morris               | Speak to me of love                                  |
| 23               | Toquinho                        | Nas asas de um violão                                |
| 24               | America                         | Last two to dance                                    |
| 25               | Milva                           | Sono felice                                          |
| 26               | Grazia Di Michele               | Io e mio padre                                       |
| 27               | Peppino di Capri                | Evviva Maria                                         |
| 28               | Eugenio Bennato e Tony Esposito | Novecento aufwiedersehen                             |
| 29               | Sandie Shaw                     | Deep joy                                             |
| 30               | Nicolette Larson                | Me and my father                                     |
| 31               | Kid Creole & The Coconuts       | Nobody does the Lambada like my mother and my father |
| 32               | Moncada                         | Novecento aufwiedersehen                             |
| 33               | Ricchi e Poveri                 | Buona giornata                                       |
| 34               | Lena Biolcati                   | Amori                                                |
| 35               | Mino Reitano                    | Vorrei                                               |
| 36               | Christian                       | Amore                                                |
| 37               | Jorge Ben                       | Boa jornada                                          |
| 38               | Gilbert Montagné                | Elle avait                                           |
| 39               | Valeria Lynch                   | Quisiera                                             |
| 40               | Eddie Kendricks                 | Amore                                                |

## Star internazionali e abbinamenti
- Angel of the Night - Dee Dee Bridgewater (Pooh)
- Good Love Gone Bad - Ray Charles (Toto Cutugno)
- All for the Love - Nikka Costa (Amedeo Minghi e Mietta)
- Donna con te - Kaoma (Anna Oxa)
- You and Me - La Toya Jackson (Marcella e Gianni Bella)
- La nevada - Manuel Mijares (Mia Martini)
- Deep Joy - Sandie Shaw (Milva)
- Nas asas de um violão - Toquinho (Paola Turci)
- Me and My Father - Nicolette Larson (Grazia Di Michele)
- Elle avait - Gilbert Montagné (Lena Biolcati)
- Give me a Reason - Miriam Makeba (Caterina Caselli)
- The Moth and the Flame - Leo Sayer (Mango)
- Speak to Me of Love - Sarah Jane Morris (Riccardo Fogli)
- Nobody Does the Lambada Like My Mother and My Father - Kid Creole & The Coconuts (Peppino Di Capri)
- Quisiera - Valeria Lynch (Mino Reitano)
- Last Two to Dance - America (Sandro Giacobbe)
- Amore - Eddie Kendricks (Christian)
- A - Papa Winnie (Francesco Salvi)
- Boa jornada - Jorge Ben (Ricchi e Poveri)
- Novecento aufwiedersehen - Moncada (Eugenio Bennato e Tony Esposito)

## Ospiti
Questi gli ospiti che si sono esibiti nel corso delle quattro serate di questa edizione del Festival di Sanremo:
- Love Pains e Losing My Mind - Liza Minnelli
- Downtown Train - Rod Stewart
- The Best, Steamy Windows e nuovamente The Best - Tina Turner
- Ho visto un re - Renato Pozzetto

## Sanremo International
Nei giorni precedenti al Festival, dal 21 al 24 febbraio 1990 presso il teatro Ariston, andò in onda un evento dedicato ad artisti stranieri emergenti e condotto da Gegè Telesforo ed Elisa Jane Satta. Il programma, in seconda serata su Rai Uno e Videomusic, vide la partecipazione di Van Morrison, Belinda Carlisle, Curiosity Killed The Cat, The Mission, Depeche Mode, Tanita Tikaram, Adam Ant, Guesch Patti, Soul II Soul, Sinéad O'Connor, Nick Kamen, The Alarm, Sydney Youngblood, Orixas, Sabrina Salerno.

## Esclusi
Questi i nomi dei 23 artisti che hanno avanzato richiesta di partecipazione nella sezione "Campioni" del Festival senza venire ammessi: Marco Armani, Franco Califano, Raoul Casadei, Lorella Cuccarini, Augusto Daolio, Nicola Di Bari, Don Backy, Giorgio Faletti, Fiordaliso, Jimmy Fontana, Alberto Fortis, Flavia Fortunato, Gepy & Gepy, Bruno Lauzi, Claudia Mori, Mariella Nava, Le Orme, Adriano Pappalardo, Gianni Pettenati, Toni Santagata, Lina Sastri, Scialpi, Bobby Solo, oltre a Patty Pravo che avrebbe dovuto interpretare Donna con te, ma si ritirò a pochi giorni dall'inizio della manifestazione ed il brano fu proposto alla Oxa.

## Piazzamenti in classifica dei singoli[6]
| Artista                         | Singolo                  | Pos.Max. | Pos.Ann. |
| ------------------------------- | ------------------------ | -------- | -------- |
| Mietta e Amedeo Minghi          | Vattene amore            | 1        | 2        |
| Pooh                            | Uomini soli              | 2        | 11       |
| Francesco Salvi                 | A                        | 4        | 27       |
| Marco Masini                    | Disperato                | 5        | 10       |
| Dee Dee Bridgewater             | Angel of the night       | 5        | 49       |
| Toto Cutugno                    | Gli amori                | 6        | 47       |
| Mia Martini                     | La nevicata del '56      | 6        | 50       |
| Marcella e Gianni Bella         | Verso l'ignoto           | 6        | 52       |
| Anna Oxa                        | Donna con te             | 7        | 33       |
| Mango                           | Tu...sì                  | 8        | 29       |
| Kaoma                           | Donna con te             | 8        | 87       |
| Sandro Giacobbe                 | Io vorrei                | 10       | 63       |
| Riccardo Fogli                  | Ma quale amore           | 12       | 67       |
| Eugenio Bennato e Tony Esposito | Novecento aufwiedersehen | 13       | -        |
| Paola Turci                     | Ringrazio Dio            | 14       | 55       |
| Armando De Razza                | La lambada strofinera    | 14       | -        |
| Peppino Di Capri                | Evviva Maria             | 14       | -        |
| La Toya Jackson                 | You and me               | 18       | -        |
| Papa Winnie                     | A                        | 18       | -        |
| Grazia Di Michele               | Io e mio padre           | 19       | -        |
| Franco Fasano                   | Vieni a stare qui        | 19       | -        |
| Christian                       | Amore                    | 20       | 57       |
| Ricchi e Poveri                 | Buona giornata           | 23       | 66       |
| Mino Reitano                    | Vorrei                   | 32       | 81       |
| Nikka Costa                     | All for the love         | 39       | -        |
| Sarah Jane Morris               | Speak to me of love      | 46       | -        |

## Piazzamenti in classifica degli album[6]
| Artista           | Album                     | Italia (Massima posizione raggiunta) | Italia (Certificazioni vendite FIMI) |
| ----------------- | ------------------------- | ------------------------------------ | ------------------------------------ |
| Marco Masini      | Marco Masini              | 2                                    | Multiplatino 800.000 +               |
| Mietta            | Canzoni                   | 2                                    | Multiplatino 600.000 +               |
| Mango             | Sirtaki                   | 2*                                   | Multiplatino 600.000 +               |
| Pooh              | Uomini soli               | 1                                    | Multiplatino 500.000 +               |
| Anna Oxa          | Oxa live con i New Trolls | 7                                    | -                                    |
| Mia Martini       | La mia razza              | 15                                   | -                                    |
| Francesco Salvi   | Limitiamo i danni         | 16                                   | -                                    |
| Grazia Di Michele | Raccolta                  | 17                                   | -                                    |
| Paola Turci       | Ritorno al presente       | 20                                   | -                                    |
| Marcella          | Verso l'ignoto...         | 24                                   | -                                    |

- Top 3 albums in Europe (PDF), su worldradiohistory.com, Music & Media (pag. 10). URL consultato il 2 novembre 2020.

## Compilation
- Sanremo '90 (Polystar)
- Sanremo '90 (CBS)
- Sanremo '90 (Five Records)

## Ascolti
Risultati di ascolto delle varie serate, secondo rilevazioni Auditel.
| Messa in onda    | Telespettatori | Share  |
| ---------------- | -------------- | ------ |
| 28 febbraio 1990 | 13.639.000     | 53,71% |
| 1º marzo 1990    | 16.926.000     | 60,97% |
| 2 marzo 1990     | 12.357.000     | 64,59% |
| 3 marzo 1990     | 14.341.000     | 76,26% |

## La vittoria annunciata da Striscia la notizia
Pochi minuti prima della finale, Striscia la notizia annuncia in ordine esatto i nomi delle prime tre posizioni del Festival. Johnny Dorelli e Gabriella Carlucci, durante la diretta, pur non menzionando Striscia, informarono gli spettatori che tradizionalmente si comunica ai principali quotidiani nazionali la classifica verso le 20:30, per permettere la stesura degli articoli. Lo stesso Aragozzini, anni dopo, disse che Striscia aveva semplicemente goduto di una fuga di notizie. La stessa trasmissione satirica annuncerà il nome esatto del vincitore, seppur in forma più recondita, nel 1995, 1996, 1997 e 2003.

## Eurovision Song Contest
I Pooh, vincitori del festival, avrebbero dovuto rappresentare l'Italia all'Eurovision Song Contest di quell'anno, a Zagabria. Il gruppo rinunciò e la Rai offrì questa occasione al secondo classificato, Toto Cutugno. Con la canzone Insieme: 1992 scritta appositamente per la rassegna, Cutugno si classificherà primo, portando l'Italia alla sua seconda vittoria.

## Orchestra
L'orchestra della Rai fu diretta dai maestri: 
- Calvin Allstar
- Romano Bais per Future
- Maurizio Bassi per Lijao
- Vittorio Cosma
- Massimiliano Di Carlo per Beppe De Francia e Bea Giannini
- Bert Dovo
- Lucio Fabbri per Grazia Di Michele
- Enzo Ferrari
- Marco Grasso per Caterina Caselli
- Gianfranco Lombardi per Riccardo Fogli
- Gianni Madonini per Toto Cutugno e Sandro Giacobbe
- Augusto Martelli  per Gianluca Guidi
- Adelmo Musso
- Mario Natale per Francesco Salvi
- Massimiliano Pani per Proxima
- Pinuccio Pirazzoli per Lena Biolcati, Paola Turci, Peppino di Capri, Ricchi e Poveri e Dario Gay
- Paolo Raffone per Rosè Crisci
- Michele Santoro per Mino Reitano
- Marco Tansini
- Vince Tempera per Marcella e Gianni Bella, Milva, Marco Masini e Armando De Razza
- Peppe Vessicchio per Mango e Mia Martini
- Mario Zannini Quirini per Amedeo Minghi e Mietta
- Fio Zanotti per Anna Oxa

## Organizzazione
Organizzazione Artistica Internazionale (OAI) di Adriano Aragozzini.

## Curiosità
I brani Gli amori (Toto Cutugno), Vattene amore (Amedeo Minghi e Mietta), Verso l’ignoto (Gianni Bella e Marcella Bella), Bisognerebbe non pensare che a te (Caterina Caselli), Sono felice (Milva), Buona giornata (Ricchi e Poveri), Donna con te (Anna Oxa), Novecento Aufwiedersehen (di Eugenio Bennato e Tony Esposito), Io e mio padre (Grazia De Michele), sono stati parodiati dagli Elio e le Storie Tese, insieme ai brani di tutti gli altri Big, la maggior parte dei quali non hanno però ricevuto l'autorizzazione degli autori a essere pubblicati su disco. I brani sono stati presentati in una sorta di "controfestival" tenutosi la sera stessa della finale in una discoteca vicina all'Ariston: "Gli amori" diventa "Ameri", ispirato al radiocronista Enrico Ameri; la canzone della Caselli modifica il complemento di termine da "te" a "Elio"; quella della Di Michele si riduce a "Mio padre", e le altre mantengono lo stesso titolo, con testi differenti. "Sono Felice", è dedicato al campione di ciclismo Felice Gimondi.